# آنیتا دارک
آنیتا دارک (به انگلیسی: Anita Dark) (زادهٔ ۱۱ آوریل ۱۹۷۵) هنرپیشهٔ فیلم‌های پورنوی اهل مجارستان است.
او فعالیت‌اش به عنوان مدل را از ۱۹ سالگی آغاز کرد و در سال ۱۹۹۶ به‌عنوان دختر شایستهٔ بوداپست انتخاب شد.
دارک که در وبگاه شخصی خود علاقه‌اش به سکس مقعدی را بیان کرده بود، فقط در تعداد محدودی از فیلم‌هایش و بیشتر در آغاز کارش به این کار پرداخته است. او در وبگاهش تأکید کرده که بهترین تجربهٔ حرفه‌ای در طول فعالیت‌اش به عنوان هنرپیشهٔ پورنو را در برابر شان مایکلز داشته‌است.
آنیتا تعداد زیادی کک و مک بر روی صورت، شانه‌ها و بالای قفسهٔ سینه‌اش دارد که آن‌ها را با آرایش می‌پوشاند. او وبگاه جدیدش(Anita Dark Angels) را در ۳۱ اکتبر ۲۰۰۸ راه‌اندازی کرد. وی همچنین افزود که از احساس زیبایی که به هنگام برهنگی و ارضای جنسی در مقابل دوربین به او دست می‌دهد بیشتر به فیلم‌های سولو یا خود ارضایی می‌پردازد.
او در سال ۱۹۹۷ موفق شد جایزهٔ «بهترین هنرپیشهٔ زن اروپایی» را از جشنوارهٔ فیلم‌های اروتیک در بروکسل بلژیک دریافت کند.